# Gero Kretschmer
Gero Kretschmer (* 6. Mai 1985 in Köln) ist ein ehemaliger deutscher Tennisspieler, der als Doppelspezialist erfolgreich war.

## Karriere
Gero Kretschmer spielte hauptsächlich auf der ATP Challenger Tour und der ATP World Tour und galt als Doppelspezialist. Er gewann  sieben Einzel- und 14 Doppelsiege auf der Future Tour. Auf der Challenger Tour gewann er neun Doppelturniere. Zum 30. November 2009 durchbrach er erstmals die Top 350 der Weltrangliste im Einzel und seine höchste Platzierung war ein 316. Rang im Juni 2010. Weitaus erfolgreicher war er im Doppel, wo er Rang 79 der Weltrangliste erreichte. Bei den If Stockholm Open 2013 gab er sein Debüt auf der ATP World Tour. Am 8. Februar 2015 gewann Kretschmer in Quito mit Alexander Satschko seinen ersten und einzigen ATP-Doppeltitel.

## Erfolge
| Legende (Anzahl der Siege)  |
| Grand Slam                  |
| ATP World Tour Finals       |
| ATP World Tour Masters 1000 |
| ATP World Tour 500          |
| ATP World Tour 250 (1)      |
| ATP Challenger Tour (9)     |

### Doppel

#### Turniersiege

##### ATP World Tour
| Nr. | Datum           | Turnier | Belag | Partner            | Finalgegner                | Ergebnis  |
| --- | --------------- | ------- | ----- | ------------------ | -------------------------- | --------- |
| 1.  | 8. Februar 2015 | Quito   | Sand  | Alexander Satschko | Víctor Estrella João Souza | 7:5, 7:63 |

##### ATP Challenger Tour
| Nr. | Datum             | Turnier     | Belag     | Partner            | Finalgegner                        | Ergebnis          |
| --- | ----------------- | ----------- | --------- | ------------------ | ---------------------------------- | ----------------- |
| 1.  | 29. August 2010   | Genf        | Sand      | Alexander Satschko | Philipp Oswald Martin Slanar       | 6:3, 4:6, [11:9]  |
| 2.  | 21. Juli 2013     | Posen       | Sand      | Alexander Satschko | Henri Kontinen Mateusz Kowalczyk   | 6:3, 6:3          |
| 3.  | 5. Januar 2014    | São Paulo   | Hartplatz | Alexander Satschko | Nicolás Barrientos Víctor Estrella | 4:6, 7:5, [10:6]  |
| 4.  | 21. März 2015     | Shenzhen    | Hartplatz | Alexander Satschko | Saketh Myneni Divij Sharan         | 6:1, 3:6, [10:2]  |
| 5.  | 5. September 2015 | Como        | Sand      | Alexander Satschko | Kenny de Schepper Maxime Teixeira  | 7:63, 6:4         |
| 6.  | 20. März 2016     | Guadalajara | Hartplatz | Alexander Satschko | Santiago González Mate Pavić       | 6:3, 4:6, [10:2]  |
| 7.  | 9. April 2016     | Neapel      | Sand      | Alexander Satschko | Matteo Donati Stefano Napolitano   | 6:1, 6:3          |
| 8.  | 22. April 2017    | Qingdao     | Sand      | Alexander Satschko | Andreas Mies Oscar Otte            | 2:6, 7:66, [10:3] |
| 9.  | 3. Juni 2017      | Vicenza     | Sand      | Alexander Satschko | Sekou Bangoura Sam Weissborn       | 6:4, 7:64         |